# Діде Анна Дементіївна
Анна Дементіївна Діде (1924, с. Борщівці, Вінницька область — 20 листопада 2013, с. Коктал, Акмолинська область) — радянська колгоспниця, Герой Соціалістичної Праці (1966).

## Біографія
Народилася 1924 року в селі Борщівці Могилів-Подільського району Вінницької області, Українська РСР. У віці 10 років осиротіла і переїхала до родичів у село Марицине Миколаївської області.
У 1939 році після закінчення курсів трактористів розпочала свою трудову діяльність трактористкою в Парутинській МСТ. Після війни була відправлена німецькою окупаційною владою до Німеччини, де працювала в місті Зольтау. Після повернення в Україну була відправлена разом із чоловіком Христіаном у складі трудової армії в Удмуртію на лісоповал.
У 1959 році переїхала з Удмуртії до Казахської РСР, де стала працювати свинаркою в радгоспі імені Кірова Акмолинської області.
Під час своєї трудової діяльності вперше в радгоспі використала передові методи вирощування свиней, встановивши у свинарнику газові інфрачервоні обігрівачі, завдяки чому впродовж 1960-1966 років вона отримала від 22 основних і 40 разових свиноматок 4270 поросят. За ці досягнення у трудовій діяльності була відзначена 1966 року званням Героя Соціалістичної Праці.
Проживала в селищі Коктал Целіноградського району Акмолинської області. Померла 20 листопада 2013 року.

## Нагороди
- Герой Соціалістичної Праці — указом Президії Верховної Ради СРСР від 22 березня 1966 року;
- Орден Леніна (1966).